# Parroquia Sosote
La Parroquia Sosote es la primera parroquia rural del Cantón Rocafuerte de la Provincia de Manabí. Está ubicada al oeste del Cantón Rocafuerte. Su cabecera parroquial es Sosote. La parroquia cuenta con 15 comunidades. Su primer presidente parroquial del período 2024-2027 fue Ney Román,pero debido a su sensible fallecimiento Fátima Valásquez(Vicepresidenta) asumió el cargo, tal como lo establece el COOTAD en el artículo 71. 

## Gobierno del GAD Parroquial Sosote
-Fátima Valásquez Román (presidente)
-Publio Ruiz Delgado (vicepresidente)
-Eliana Moreno Valencia (vocal)
-Decsy Párraga Mejía(vocal) 
-Kandy Andino Mera ( vocal)

## Comunidades de la Parroquia Sosote
A la Parroquia Sosote la conforman 15 comunidades:
-Sosote
-Sosote Adentro
-Las Peñas
-Tierras Amarillas 
-Puerto Loor
-El Horcón
-El Pueblito 
-Buenos Aires
-El Ceibal
-Los Ríos 
-El Cerecito
-San Jacinto
-La Guayaba 
-El Higuerón
-Puerto Higuerón